# Trest propadnutí majetku
Trest propadnutí majetku  je nejpřísnější majetkový trest v České republice. Lze jej uložit jak osobě fyzické, tak i osobě právnické. Tento trest se ukládá v případě závažného úmyslného trestného činu, spáchaného za účelem získání majetkového prospěchu pro sebe, či někoho dalšího. Soud může tento trest uložit jako součást výjimečného trestu, nepodmíněného trestu odnětí svobody za závažný úmyslný trestný čin, nebo jako samostatný trest v případě, že další trest není třeba ukládat. Trest propadnutí majetku upravuje ustanovení § 66 trestního zákoníku (zákon č. 40/2009 Sb. ze dne 8. ledna 2009).
Podle Františka Púryho „trest propadnutí majetku představuje poměrně přísnou sankci výrazně zasahující do majetkové sféry pachatele. Uložení tohoto druhu trestu je jednou z výjimek z ústavní ochrany nedotknutelnosti majetku jako základního občanského práva (čl. 11 LPS). Proto je možné uložit trest propadnutí majetku jen za relativně úzký okruh trestných činů (zločinů) a za dalších omezujících podmínek.“

## Propadnutí majetku fyzické osoby
V případě fyzické osoby může trest postihnout buď veškerý majetek pachatele trestného činu, nebo jeho část (např. pohledávky), kterou určí soud. Vždy ale postihuje pouze jeho osobní majetek. Komplikací může být společná trestná činnost manželů v různosti míry jejich podílu na trestné činnosti.
Propadnutí majetku se nevztahuje na prostředky nebo věci, které jsou nutné k uspokojení životních potřeb odsouzeného, společně posuzovaných osob, či osob o jejichž výživu nebo výchovu je odsouzený podle zákona povinen pečovat.
Propadnutí majetku se však nevztahuje na majetek nabytý trestnou činností, protože na něj pachatel nemá jakékoliv majetkové právo. Takto nabytý majetek je pachateli zabaven na základě trestu propadnutí věci (§ 70 TrZ). 
Propadlý majetek připadá státu a státní zástupce má podle § 347 TrZ právo majetek obviněného zajistit již v přípravném řízení, pokud existuje obava, že výkon tohoto trestu bude zmařen, nebo ztížen. Soud zajistí majetek obviněného již předtím, než nabyl rozsudek právní moci, pokud uložil trest propadnutí majetku.

## Propadnutí majetku právnické osoby
Trest propadnutí majetku lze uložit i právnické osobě, jestliže došlo ke zvláště závažnému trestnému činu za účelem obohacení sebe, či někoho jiného a to bez ohledu na to, že šlo o pokus, nebo čin dokonaný. Tento trest lze uložit i právnickým osobám, které nemají sídlo v České republice. Je-li trest uložen nějakému finančnímu ústavu (banka, pojišťovna apod.), musí si soud vyžádat vyjádření banky (jako u trestu zrušení právnické osoby). 
Propadnutí majetku postihuje celý majetek právnické osoby nebo tu jeho část, kterou soud určí.